# Bernard Cazeneuve
Bernard Cazeneuve (Senlis (Oise), 2 juni 1963) is een Frans politicus en advocaat. Namens de Parti socialiste (PS) was hij was van 6 december 2016 tot 15 mei 2017 premier van Frankrijk.
In de linkse regeringen-Ayrault I en Ayrault II was Cazeneuve van 2012 tot 2013 minister-gedelegeerde voor Europese Zaken op het ministerie van Buitenlandse Zaken en vervolgens in de regering-Ayrault II van 2013 tot 2014 minister-gedelegeerde voor Begroting op het ministerie van Economische Zaken. Op 2 april 2014 werd hij minister van Binnenlandse Zaken in de linkse regering-Valls I, de opvolger van de regering-Ayrault II.
Verder is Cazeneuve namens het departement Manche lid van de Nationale Vergadering geweest. Ook was hij de laatste burgemeester van Octeville en werd na de fusie met Cherbourg in 2001 burgemeester van Cherbourg-Octeville, een functie die hij bekleedde tot 2012.
Cazeneuve heeft gestudeerd aan het Institut d'études politiques de Bordeaux, een universitair opleidingsinstituut (grande école) in de politieke wetenschappen te Bordeaux.
- Bibliothèque nationale de France: cb12392840r (data)
- Gemeinsame Normdatei: 11925350X
- International Standard Name Identifier: 0000 0003 5469 6720
- Library of Congress Control Number: n94120907
- Système universitaire de documentation: 033018936
- Virtual International Authority File: 51773080
- WorldCat: E39PBJqKckqRb6MbVBCKHpTCQq